# ГЕС Xiǎoshān
ГЕС Xiǎoshān (小山水电站) — гідроелектростанція на північному сході Китаю у провінції Цзілінь. Знаходячись перед ГЕС Shuānggōu, становить верхній ступінь каскаду на річці Songjiang, правій притоці Toudao Songhua, котра, своєю чергою, є лівою твірною Сунгарі (великий правий доплив Амуру).
У межах проєкту річку перекрили кам'яно-накидною греблею з бетонним облицюванням висотою 86 метрів та довжиною 302 метри. Вона утримує водосховище з об'ємом 107 млн м3 (корисний об'єм 53 млн м3) та припустимим коливанням рівня поверхні в операційному режимі між позначками 664 та 683 метри НРМ (під час повені до 684,6 метра НРМ).
Зі сховища через прокладений у лівобережному масиві тунель ресурс подається до розташованого за 1,3 км машинного залу (при цьому відстань між останнім та греблею по руслу становить 3,3 км). У 1997-му тут ввели в експлуатацію дві турбіни типу Френсіс потужністю по 80 МВт, які використовують напір у 85 метрів.
Первісно гідроагрегати станції могли виробляти лише близько 100 млн кВт·год електроенергії на рік, проте вже на початку 2000-х була завершена дериваційна схема, котра передбачає перекидання до Songjiang ресурсу із Toudao Songhua. Останню перекрили греблею Суншань, виконаною як кам'яно-накидна споруда із бетонним облицюванням висотою 81 метр та довжиною 258 метрів. Вона утримує водосховище з об'ємом 133 млн м3 та припустимим коливанням рівня поверхні в операційному режимі між позначками 671 та 711 метрів НРМ (під час повені до 713,3 метра НРМ). Ресурс із цього сховища по тунелю довжиною 12,6 км перекидається до Songjiang, що дозволило довести виробітку ГЕС Xiǎoshān до 295 млн кВт·год електроенергії на рік.